# Новиков, Илья Александрович
Илья Александрович Новиков — советский хозяйственный, государственный и политический деятель.

## Биография
Родился в 1911 году. Член КПСС с 1930 года.
С 1929 года — на хозяйственной, общественной и политической работе. В 1929—1972 гг. — комсомольский и партийный работник в городе Москве, первый секретарь Коминтерновского районного комитета ВКП(б) города Москвы, первый секретарь Свердловского районного комитета ВКП(б) города Москвы (1940—1944), первый секретарь Советского районного комитета ВКП(б) города Москвы, заведующий Отделом партийных, профсоюзных и комсомольских органов Московского городского комитета ВКП(б), заместитель председателя Московского городского Совета профсоюзов, председатель ЦК Профсоюза рабочих лесной и бумажной/лесной, бумажной и деревообрабатывающей промышленности СССР, председатель Центральной ревизионной комиссии ВЦСПС.
Делегат XVIII съезда ВКП(б).
Умер после 1972 года.